# Kevin Isifu
Kevin Eziro Isifu, né dans les années 1970 et mort à Port Moresby le 13 septembre 2022, est un homme politique papou-néo-guinéen.

## Biographie
Né dans les années 1970, il grandit et est scolarisé à Angoram (en), dans le Sepik oriental. Titulaire d'une licence de Gestion de l'université du Verbe divin à Madang, il se lance dans le monde des affaires et devient propriétaire en 1998 d'un autoport à Wewak. Il devient par la suite directeur de trois autres entreprises, dont une de location de véhicules,.
Il entre au Parlement national comme député de Wewak pour le Parti du progrès populaire aux élections de 2017. Il est alors nommé ministre des Relations avec les provinces dans le gouvernement de Peter O'Neill, d'août 2017 à mai 2019. En octobre 2019, il devient membre du Pangu Pati, le parti du nouveau Premier ministre James Marape. En 2020, il est nommé président de la commission parlementaire aux réformes de la Constitution et des lois,. C'est avec l'étiquette du Parti des ressources unies qu'il conserve son siège de député aux élections de 2022 mais, atteint de longue date d'un cancer du colon, il est trop malade pour prêter serment pour son second mandat. Après trois mois d'hospitalisation, il meurt à Port Moresby le 13 septembre 2022,,. 